# 나카타 가즈히로
나카타 가즈히로(일본어: 中田 和宏, 1958년 3월 19일~)는 일본의 남성 성우이다.